# Festival del Arsenal del Libro

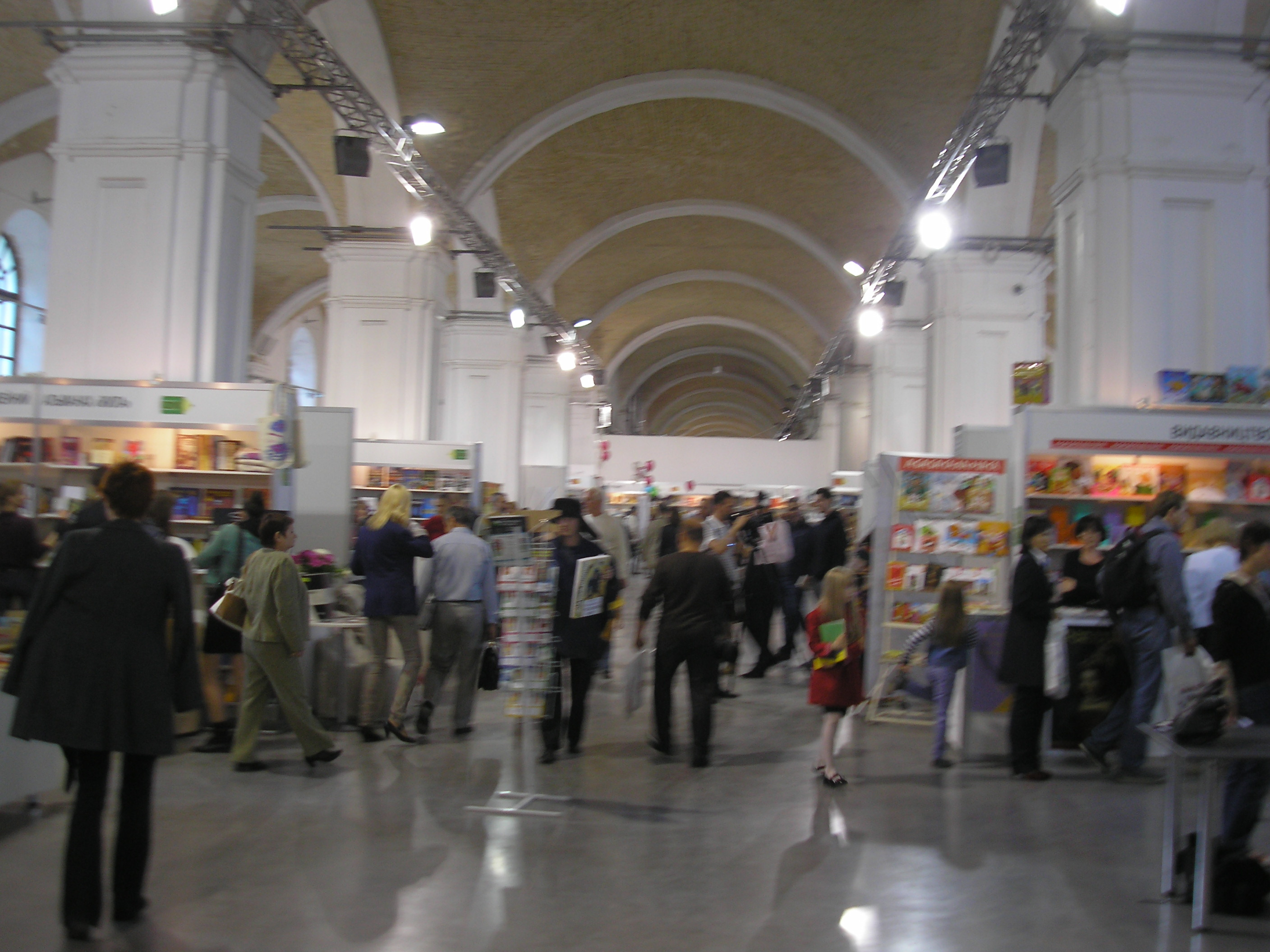
Inauguración del Festival del Arsenal del Libro en 2013

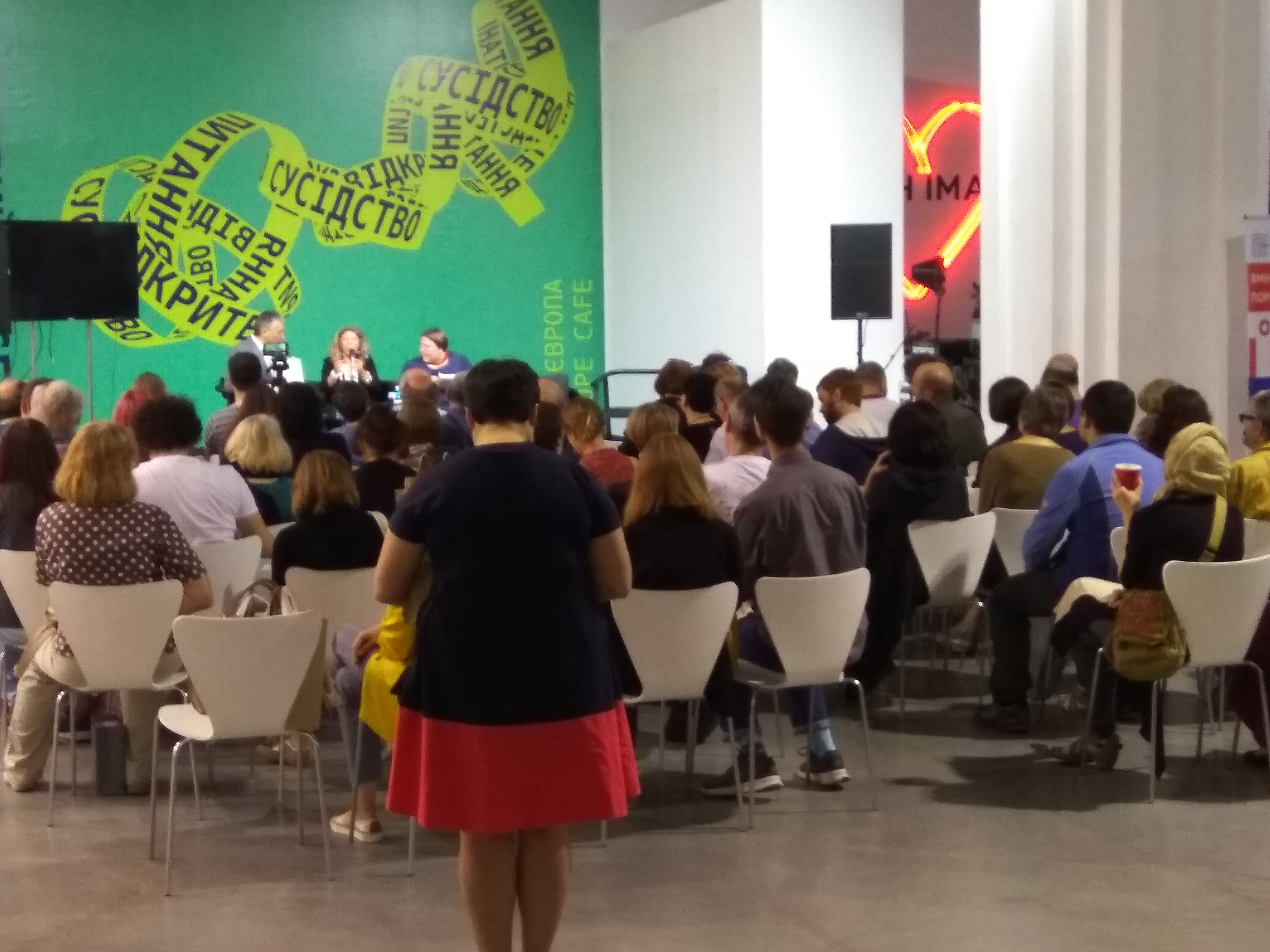
Presentación durante el festival del 2019

El Festival Internacional del Arsenal del Libro se celebra anualmente cada primavera en Kiev, Ucrania. Es un evento nacional establecido por Mystetskyi Arsenal y se celebró por primera vez del 28 de mayo al 1 de junio del 2011, organizado por Olha Zhuk.

## Festival
El Festival del Arsenal del Libro es una feria para artistas y escritores. Según reportes, asisten cada año más de 150 editores ucranianos para dar presentaciones, y en total han asistido más de 500 escritores y artistas de diferentes disciplinas de más de 50 países. 

### Temas
A partir del 2017, los organizadores han intencionalmente seleccionado un tema que sirve de enfoque y eje de discusión para las entradas.
En el 2017, el tema "Risa. Miedo. Poder" fue seleccionado como respuesta al 175.o aniversario de la publicación de "Eneyida" del escritor Ivan Kotlyarevskyi', y el festival fue orgnizado por Tetyana Terekhova.
En el 2018, se seleccionó el tema "El Proyecto del Futuro" y el festival fue organizado por Vira Baldyniuk.
En el 2019 se seleccionó el tema “Barrio: Debate Abierto” y el festival fue organizado por Vira Baldyniuk.
El tema del festival del 2020 fue "Escépticos Optimistas", organizado por Rostyslav Semkiv. Sin embargo, debido a la pandemia de COVID-19, el 10.o festival se pospuso, realizándose  del 26 al 30 de mayo de 2021. 